# Vex VS
| VS ist das Kürzel für den Kanton Wallis in der Schweiz. Es wird verwendet, um Verwechslungen mit anderen Einträgen des Namens Vex zu vermeiden. |

Vex (deutsch [veraltet] Vesch) ist eine politische Gemeinde, eine Burgergemeinde und der Hauptort des Bezirks Hérens im französischsprachigen Teil des Kantons Wallis in der Schweiz.

## Geographie

Luftbild (1955)

Vex liegt auf der westlichen Seite des Tals der Dixence, einem Seitenfluss der Borgne, der von Süden her in die Rhone fliesst. Die Gemeinde besteht aus den Ortsteilen Vex, Les Collons, Les Prasses, Thyon und Ypresses. Nachbargemeinden von Vex sind im Norden die Kantonshauptstadt Sitten, im Osten Mont-Noble, im Südosten Saint-Martin, im Süden Hérémence, im Südwesten Nendaz und im Westen Les Agettes.

## Bevölkerung
| Bevölkerungsentwicklung | Bevölkerungsentwicklung | Bevölkerungsentwicklung | Bevölkerungsentwicklung | Bevölkerungsentwicklung | Bevölkerungsentwicklung |
| ----------------------- | ----------------------- | ----------------------- | ----------------------- | ----------------------- | ----------------------- |
| Jahr                    | 1850                    | 1900                    | 1950                    | 2000                    | 2016                    |
| Einwohner               | 798                     | 957                     | 855                     | 1311                    | 1813                    |

## Verkehr
Die Hauptstrasse 206 verbindet Sitten mit dem Val d’Hérens, sie führt an Vex vorbei. Vex liegt an der Postautolinie Sitten–Vex–Evolène–Les Haudères. Die Theytaz Excursions Sion TSD verbindet Sitten und Vex mit Dixence, Mâche und Thyon 2000.

## Sehenswürdigkeiten
Etwas ausserhalb des Dorfs, beim Friedhof, ist die im 12. oder 13. Jahrhundert gegründete Kirche Saint-Sylve gelegen. Das Schiff und der Glockenturm sind teilweise romanisch. Der quadratische Chor wurde 1498 neu erbaut.
Im Dorf stehen einige Chalets mit verzierten Fassaden.

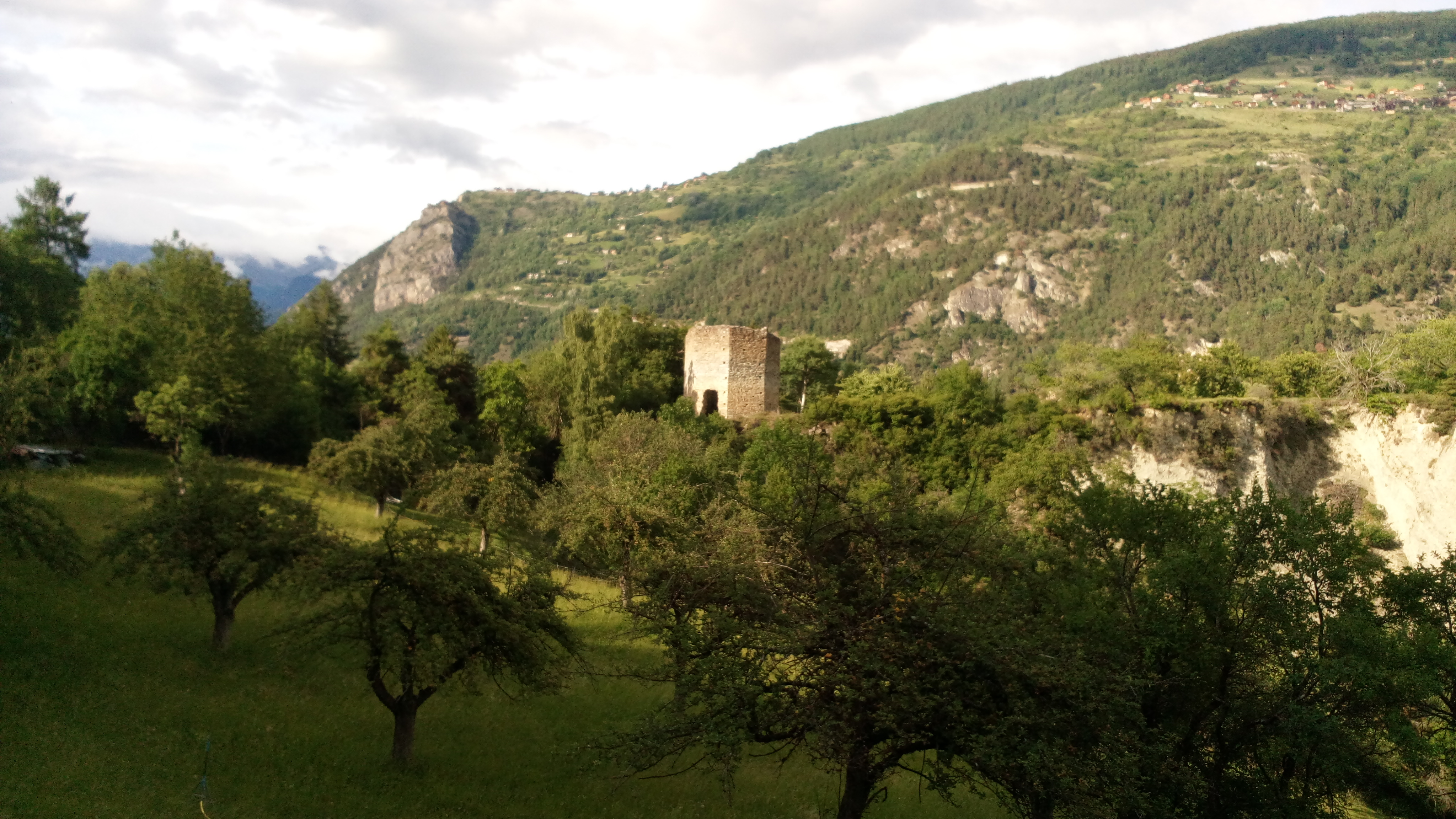
Tavelli-Turm.

## Persönlichkeiten
- Pierrette Micheloud (1915–2007), Schriftstellerin und Malerin